# Astragalus gummifer
Espèce

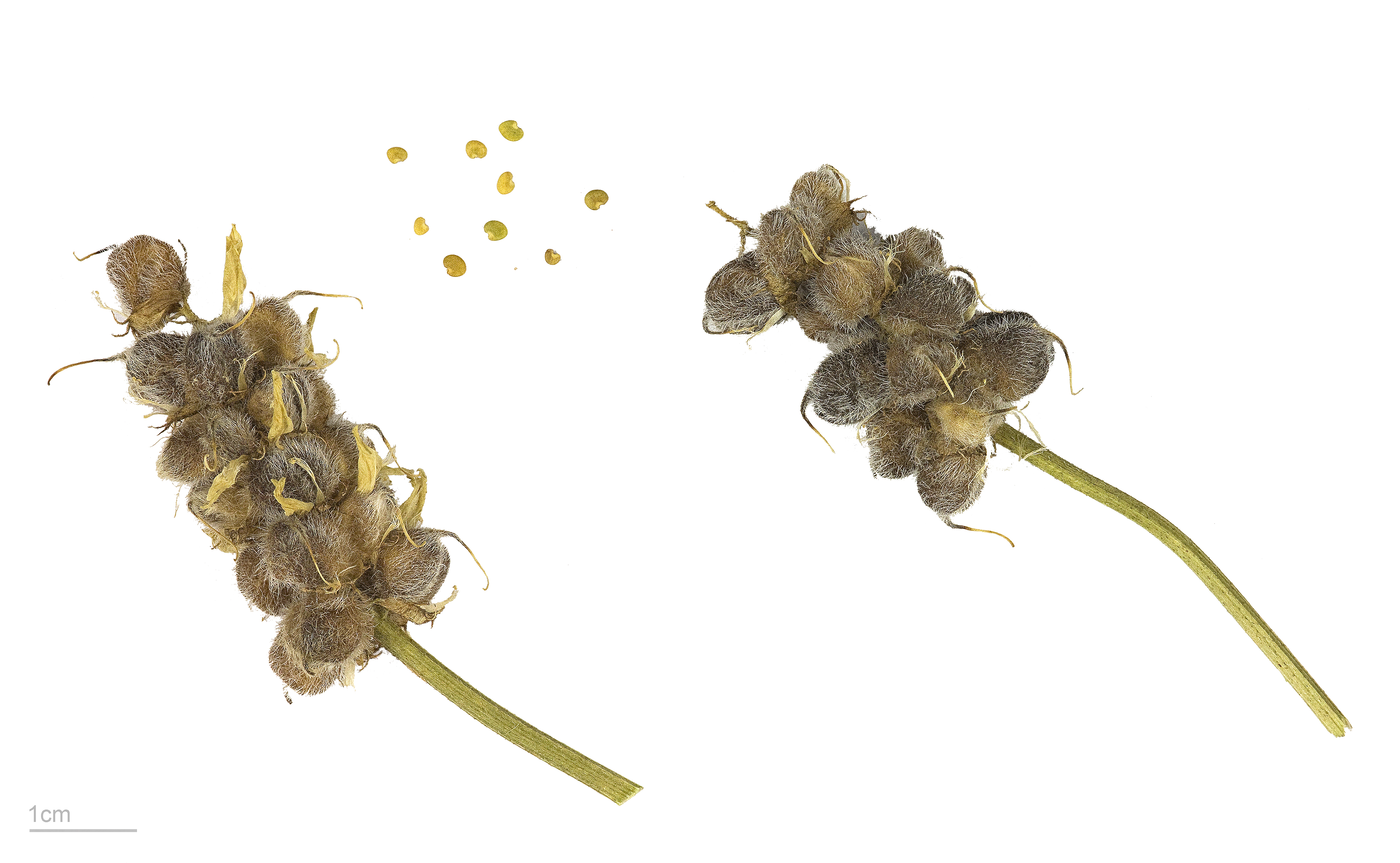
Astragalus gummifer au Muséum de Toulouse.

Astragalus gummifer (autrefois nommée Astracantha gummifera) est une espèce de plantes à fleurs de la famille des Fabaceae. C'est un petit arbuste ligneux à feuillage persistant, d'une hauteur typique de 30 cm à maturité, originaire d'Asie occidentale, en particulier de l'Irak et du Kurdistan.
Il s'agit d'une des espèces de Fabaceae productrices de gomme adragante. Cette plante fixatrice d'azote porte des fleurs hermaphrodites, pollinisées par les abeilles. Il a de nombreuses utilisations médicales, culinaires et matérielles.